# 沈充
沈 充（しん じゅう、生年不詳 - 324年）は、東晋初期の軍人。字は士居。本貫は呉興郡武康県。子は東晋の揚武将軍沈勁。王敦の乱で王敦側として活躍するが、追討軍に敗れた。

## 生涯
大興3年（320年）10月、大将軍王敦によって招かれ、参軍に任じられた。沈充は同郡の銭鳳を推挙した。王敦は銭鳳を鎧曹参軍に任じた。沈充と銭鳳は王敦の野望を知り、密かにこれに賛同した。邪な意見を説き、遂には親しく交わるに至った。数々の策謀を弄し、王敦は大いに重用し、二人の意見に傾いていった。沈充の父が亡くなると、葬儀を外部に任せた。王敦は密かに使者を介して、沈充と深く交わるようになった。
11月、王敦は宣城内史に任じていた沈充を揚威将軍甘卓に代わって湘州刺史に任じるよう上表した。皇帝司馬睿はこれを容れず、左将軍司馬氶を湘州刺史に任じた。
大興4年（321年）1月、王敦が武昌で挙兵した。龍驤将軍に任じられていた沈充は呉興郡で挙兵、これに呼応した。王敦は沈充を大都督・東呉諸軍事に任じた。
4月、呉国を攻略して、呉国内史張茂並びに三人の子を討ち取った。
6月、銭鳳とともに王敦の謀主とされ、王敦は二人の進言だけ従うようになった。二人の讒言によって、死を免れた者はいなかった。
太寧元年（323年）12月、会稽国内史周札（周玘の弟）の一族の隆盛を王敦は忌わしく思っていた。銭鳳は周札一族の権勢を除くため、沈充の権勢を利用して周札一族を滅ぼそうと画策した。銭鳳は周札一族を滅ぼすべきと進言、王敦は了承した。
太寧2年（324年）1月、王敦は周札及び一族が反逆を計画しているとして、諮議参軍周筵を処刑した。参軍賀鸞を沈充の元に派遣、沈充は周札の兄弟やその子らを不意を狙って殺害した。会稽に進軍して周札を襲撃した。不意をつかれた周札は、麾下数百人で迎撃するが、兵は逃げてしまい、周札は討ち取られた。
7月、王敦が死亡。皇帝司馬紹は沈充の説得に同郡出身の沈楨を遣わし、朝廷に帰順すれば司空に任じると伝えた。沈充は「三公は人々が仰ぎ見るほどの重職、どうして自分のような者が任じられようか!甘言や手厚い贈物は古くから人が畏れるものである。丈夫たるもの、始まりと終わりは貫かねばならぬ。自分が道を変えてしまえば、誰が自分を受け容れようか！」と拒絶した。
挙兵して建康に赴いた。挙兵前、沈充は妻子に「男児として豹尾旗を立てるほどの高位に就けなかった。もう、ここに還ることもないだろう」と別れを告げた。沈充の挙兵に対し、前宗正卿虞潭は会稽で沈充討伐のため挙兵した。司馬紹は虞潭を冠軍将軍・会稽内史に任じた。前安東将軍劉超・宣城内史鍾雅も沈充討伐の兵を挙げ、これに呼応した。虞潭は長史孔坦を前鋒として浙江を渡って、沈充軍を追った。
1万余の兵を率いて、驃騎大将軍王含らの軍に合流しようとした。司馬顧颺が「この大事を為すには、天子の喉元をすでに押さえた今、速やかに攻撃すべきであり、長期になれば必ず敗れます。堤を決壊させ、湖水で建康を浸した上で舟で四方を包囲する。戦わずして敵を屈服させる。これが上策。東西の軍の力を活かし、十道を通って同時侵攻する。軍勢も倍加され、必ず建康を陥落させられる。これが中策。銭鳳に今後の事を図ると呼び寄せ、彼を斬って降伏する。これが下策です」と進言した。沈充はこの進言を容れず、顧颺は呉興に逃げ帰った。
朝廷側は北方から北中郎将劉遐・奮威将軍蘇峻らを呼び寄せた。王含らの軍と合流した沈充は銭鳳と話し、劉遐らが到着したばかりで疲労しているとみて、夜に竹格渚から淮河を渡って攻撃を仕掛けた。護軍将軍応詹・建威将軍趙胤らが迎撃するも劣勢となった。銭鳳と沈充らは宣陽門に至り、柵を突破して戦った。劉遐・蘇峻らが南塘から攻撃、銭鳳と沈充らは敗れ、水死者3千を出した。沈充は青渓で劉遐に敗れた。
尋陽郡太守周光が1千余を率いてやってきた。周光は兄の周撫に「王公（王敦）は既に死んだというのに、兄上は何故、未だに銭鳳とともに賊でいるのですか！」と言った。これを聞いて愕然とした兵は逃亡等が相次いだ。
王含らは陣営を焼いて夜陰に乗じて逃亡、左衛将軍庾亮は蘇峻らを指揮して、呉興方面に逃げた沈充らを追った。沈充は敗走中、道を見失い、誤って昔の配下である呉儒の家に入ってしまった。呉儒は沈充を中に入れると、笑って「3千戸侯だ！」と言った。沈充は「義によって立つ我を殺せば、我が家は必ずお前に手厚い報いを与えよう。もし、利によって我を殺せば、お前の一族は滅ぶことになるだろう」と言った。呉儒は沈充を殺し、首級は建康に送られた。

## 人物・逸話
- 幼い頃から兵書を好み、雄々しく強き者として呉興では非常に有名だった[4]。

- 沈充と銭鳳は、媚びへつらいが巧く、悪賢い人物であったと評されている[5]。

- 王敦が実権を握った際、沈充らは驕り高ぶり、相手を煽りたてては、思うがままに殺戮を行った。人々の家や田畑を侵し、古人の墓を掘り起こし、市道で掠奪を行った。識者はこれを知り、沈充らは皆、敗れるだろうと予見した[6]。

- 沈充の子である沈勁は、連座して誅殺されるところを同郷人の銭挙に匿われた。その後、沈勁は呉儒の一族を滅ぼした[7]。